# Lourenço Franco da Rocha
Lourenço Franco da Rocha (1766, Matto Grosso de Jundiahy (atual Atibaia) — 1821, Parnahyba), foi um bandeirante paulista. É considerado o fundador de Campo Largo de Atybaia, atualmente correspondente ao município de Jarinu. Era filho do bandeirante Bartolomeu da Rocha Pimentel e Ursula Franco de Oliveira, era trineto de Amador Bueno por parte materna.